# Прозорово (Кировская область)
Прозорово — село в Советском районе Кировской области России. Входит в состав Зашижемского сельского поселения.

## География
Село находится в южной части Кировской области, в зоне хвойно-широколиственных лесов, на расстоянии приблизительно 23 километров (по прямой) к северо-востоку от города Советска, административного центра района. Абсолютная высота — 240 метров над уровнем моря.
Климат
Климат характеризуется как умерено континентальный, с тёплым летом и холодной длительной зимой. Среднегодовая температура — 2 — 2,3 °C. Средняя температура воздуха самого холодного месяца (января) составляет −14 °C; самого тёплого месяца (июля) — 18,2 — 18,3 °C. Период с отрицательными температурами длится около 160 дней. Годовое количество атмосферных осадков — 530—550 мм.

## Население
| 2010 |
| ---- |
| 110  |

Половой состав
По данным Всероссийской переписи населения 2010 года в гендерной структуре населения мужчины составляли 48,2 %, женщины — соответственно 51,8 %.
Национальный состав
Согласно результатам переписи 2002 года, в национальной структуре населения русские составляли 97 % из 262 чел.